# Història del Salvador

Escut d'Armes d'El Salvador

La història del Salvador és la pròpia d'un país d'Amèrica Central que ha passat per diversos períodes, els quals han marcat el seu actual estat econòmic, polític i social. Abans de l'arribada dels conquistadors espanyols a terres americanes, el territori estava habitat per diversos pobles amerindis que ja havien format ordres socials sofisticats. Amb la conquesta, el sincretisme i la submissió prenen protagonisme fins que, en conseqüència de l'explotació i motius externs, El Salvador assoleix la seva independència el 1821. Comença aquí un període de convulsió política, liderat pels grans terratinents. El 1931 s'inicia el període conegut com la "dictadura militar", on l'exèrcit controlà l'Estat fins al 1979. Durant la dècada de 1980, una guerra civil va assotar amb força la societat salvadorenca, deixant un saldo de morts i desapareguts sense precedents en la seva història. El 1992 se signen els Acords de Pau de Chapultepec, esdeveniment que marca l'inici d'una nova època en la història de la nació. En l'actualitat, la situació econòmica i social tendeix a dificultar les possibilitats de superació de la població.

## Època precolombina
El territori salvadorenc forma part de l'àrea de Mesoamèrica, i està situat en una regió que va servir de pas d'objectes i idees a través del temps. Les primeres evidències culturals a El Salvador es remunten a vuit mil anys, justament en el període arcaic (8000 aC-1500 aC), època de grans migracions a diverses zones mesoamericanas, una d'elles la costa del Pacífic del país. Entre el període preclàssic primerenc (1500 aC-900 aC) i mitjà (900 aC-500/400 aC), es van assentar grups protomaies a la regió occidental. Per al cas, a l'àrea de Chalchuapa s'han trobat restes d'antics assentaments, probablement emigrats de Chiapas i Guatemala. Des d'aquesta zona van partir grups cap a llocs com Jayaque o Antic Cuscatlán en el període preclàssic mitjà
En el preclàssic tardà (500/400 aC - 200/250 dC), va existir desenvolupament cultural i relacions de tipus lingüística, escultòrica i comercial amb les terres altes de Guatemala, especialment amb la ceràmica Usulután i l'obsidiana. A més, les tres zones del país (occidental, central i oriental) es trobaven poblades; i es va incrementar la construcció de monticles com a Quelepa, Atiquizaya i El Trapiche. No obstant això, la florida es va veure interromput en diversos sectors per l'erupció del volcà de Ilopango en el 260 dC.
En el període clàssic primerenc (200/250 dC-400 dC), a Quelepa —poblat pels lenca i que no va ser afectat per l'erupció d'Ilopango— va haver-hi progrés notable i es van establir relacions amb poblacions de terres altes i del sud de l'istme. Pel període clàssic mitjà (400 dC-600/650 dC) va existir repoblació de l'occident i del centre del territori per grups maies-chortí. Una de les localitats era Joya de Cerén, ocupada al segle vi i els habitants del qual es van veure afectats per l'erupció del volcà Caldera; també la zona del llac de Güija va ser un lloc d'intercanvi important amb l'occident d'Hondures, vall de Motagua i Petén. D'altra banda, en aquesta època es van establir els cacaoperas a la regió oriental. En el període clàssic tardà (600/650 dC - 950 dC), es va manifestar un desenvolupament cultural evidenciat per la construcció de complexos arquitectònics, sent els més representatius: Tazumal, Cara Bruta, Cihuatán, Quelepa i San Andrés, que també va tenir els seus anys d'esplendor entre els anys 600/650 dC i 900/1000 dC.
El període postclàssic (950 dC-1524 dC) és caracteritzat pels Estats seculars. Llocs com Tazumal i Llacuna Seca són abandonats després del 1200 dC; encara que posteriorment van arribar grups multiètnics d'influència nahua: els nonoalca-pipiles, que van ocupar tres quartes parts del territori salvadorenc. En aquesta fase va existir la construcció d'obres d'enginyeria i el comerç a llarga distància; d'altra banda, la societat es va veure marcada per l'estratificació, el domini d'un governant suprem i la presència d'ordes militars. Entre els nuclis indígenes més importants es trobaven els izalcos i principalment el Senyoriu de Cuscatlán, que es considera el model del desenvolupament local en aquest període.

## La colonització espanyola

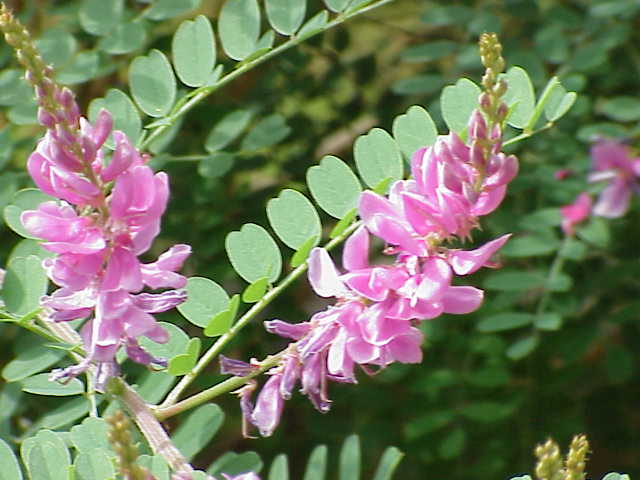
El tint extret de l'anyil va ser una important sustentació de l'economia salvadorenca durant la colonització espanyola.

L'any 1522 cinc navilis espanyols van partir des de Panamà per explorar les costes del litoral pacífic. El pilot major era Andrés Niño qui va batejar al Golf de Fonseca i el 31 de maig va desembarcar en una illa a la qual va anomenar «Petronila» (Meanguera). Per al juny de 1524 el conqueridor Pedro de Alvarado va travessar el riu Paz amb tropes espanyoles acompanyades d'indis auxiliars, i va iniciar el submissió dels nadius de l'actual territori salvadorenc. Els colonitzadors van establir en els anys posteriors diverses poblacions: San Salvador, erigida el 1525 però que va tenir el seu seient definitiu el 1545; San Miguel, la primera colònia de la qual va sorgir el 1530; i la vila de la Trinitat (Sonsonate), fundada el 1553. Tot el territori comprendria les Alcaldies Majors de Sonsonate i San Salvador, ambdues part del Regne de Guatemala. Al costat de la conquesta espanyola també es va desenvolupar el mestissatge, el procés d'evangelització catòlica, l'ensenyament de l'idioma castellà, i l'arribada d'esclaus africans.
Per l'escassetat d'or i plata, el Regne no tenia la preponderància d'altres possessions americanes, per la qual cosa va sustentar la seva economia en l'agricultura. Per a la creació de riquesa calia aprofitar el treball dels indis, així com l'apropiació de terra. A més, els nadius, reduïts a pobles d'indis, eren subjectes a tributs, i no van ser rares les queixes per abusos d'autoritat. De fet es va registrar un motí a Izalco l'any 1725.
La colonització centreamericana va tenir una etapa inicial d'extracció de matèries primeres, a la qual va seguir la dependència d'un producte d'exportació: primer va ser el cacau, el cultiu del qual de grans plantacions va començar des de 1540 a la província salvadorenca, principalment a la regió sonsonateca; i després el tint d'anyil que des de 1600 era de gran importància per a l'economia del Regne i de San Salvador especialment, ja que era el seu principal producte d'exportació. En contrast, el seu procés d'elaboració perjudicava la salut dels obrers indígenes. A aquests articles s'afegien el ferro de Metapán i també el denominat bàlsam del Perú, l'exportació del qual, com va succeir amb l'anyil, va perdurar una vegada acabat el domini espanyol. No obstant això, en aquest període van existir factors que menyscabaven el dinamisme de l'economia, tals com: el minvament de la població indígena per malalties, recessions provocades per les guerres en les quals s'embardissava la corona espanyola, pèssimes vies de comunicació, plagues de chapulín, i el domini del comerç a la regió pels rics comerciants establerts a la ciutat de Guatemala, entre d'altres. El 1785, en virtut de les reformes borbòniques, es va instituir la Intendència de San Salvador.

## La Independència i la República Federal

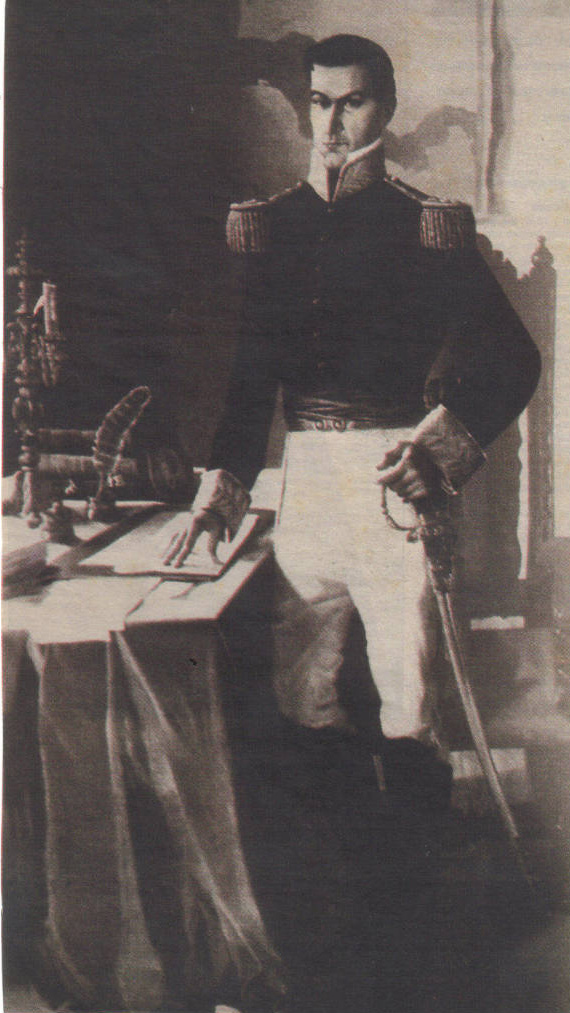
Manuel José Arce, primer president de la República Federal de Centreamèrica.

Des de la primera dècada del segle xix, en les possessions americanes de la corona espanyola, començaven a sorgir moviments amb inquietuds independentistes. San Salvador no era aliena als successos, ja que la situació econòmica i política era desfavorable per als habitants de la província. L'elit local conformada per criolls i religiosos desitjaven aconseguir l'autonomia i expulsar el domini de l'aristocràcia guatemalenca, per la qual cosa el 5 de novembre de 1811 va esclatar una revolta en contra de les autoritats colonials. La revolta, que va ser la primera en el Regne, no va trobar suport en les autoritats de les altres poblacions, per la qual cosa va acabar en fracàs. No obstant això, un altre alçament tindria lloc el 1814. El govern de la Capitania va aconseguir mantenir el control sobre els amotinats fins a l'any 1821, quan a la regió es va conèixer la signatura del Pla d'Iguala en el Virregnat de Nova Espanya, i la proclamació d'independència de Ciudad Real; que va motivar als independentistes a pressionar al Cap Polític Gabino Gaínza perquè convoqués a la Diputació Provincial i signar l'Acta d'Independència que va tenir lloc el 15 de setembre.
No obstant això, i malgrat que en aquesta acta s'estipulava la convocatòria a un congrés per decidir el govern de les províncies, les autoritats guatemalenques i adeptes al Pla d'Iguala van disposar l'annexió a l'Imperi Mexicà el 5 de gener de 1822. La facció salvadorenca es va oposar a la decisió per les seves idees republicanes, però no va poder impedir que San Salvador acabés integrada a l'Imperi, encara que per breu temps, ja que Agustín de Iturbide abdicaria al tron. L'1 de juliol de 1823 es va proclamar la independència absoluta de les antigues províncies del Regne de Guatemala que van passar a anomenar-se Províncies Unides del Centre d'Amèrica i l'Assemblea Constituent Del qual era presidida per José Matías Delgado. A la fi d'aquest any i a principis de 1824, l'Alcaldia Major de Sonsonate i posteriorment la localitat d'Ahuachapán, es van integrar a la província salvadorenca.
La República Federal de Centreamèrica es va constituir el dia 22 de novembre de 1824, i El Salvador era un dels seus cinc Estats. No obstant això, el 12 de juny d'aquest mateix any els salvadorencs s'havien apressat a emetre la seva pròpia constitució, per contrarestar qualsevol acte del centralisme guatemalenc.
Malgrat el règim federal, al territori encara prevalia la vella rivalitat entre els provincians, que desitjaven mantenir l'autonomia davant el mateix poder federal, i els conservadors guatemalencs, que pretenien conservar la seva hegemonia a la regió. Tal antagonisme, sumat a l'economia precària, deficients sistemes de comunicació, i una força armada fràgil, va dificultar l'existència de la República fins a provocar dues guerres civils entre els anys 1826-1829 i 1830-1842. També a El Salvador va ocórrer un aixecament indígena acabdillat per Anastasio Aquino.
Amb l'èxode de Francisco Morazán el 1840 —president centreamericà que tenia simpatitzants a El Salvador i qui es va esforçar a implantar mesures liberals extremes en el país—, va acabar la República Federal. El 1841 El Salvador es va proclamar com a República sobirana i independent.

## La República cafetalera
Després de la dissolució de la Unió es va succeir un període de pugnes entre liberals i conservadors que es va perllongar fins al 1871. En aquest període, va decaure el cultiu de l'anyil i es va introduir el del cafè, el qual va ser fomentat durant l'administració del Dr. Eugenio Aguilar, i intensificat en la del capità general Gerardo Barrios. Entre 1871 i 1931 es van succeir els governs liberals que van afavorir els interessos de la naixent elit lligada al cultiu del cafè. El 1882, durant la presidència de Rafael Zaldívar, l'Assemblea Legislativa va decretar l'abolició de les terres comunals, que van ser venudes a particulars, la qual cosa va provocar un canvi brusc en la tinença de la terra.

## Època de l'autoritarisme militar
El 1929 l'economia del país va entrar en crisi, a conseqüència de la caiguda dels preus del cafè al mercat internacional. El 1931 el General Maximiliano Hernández Martínez va arribar al poder després d'un cop d'estat contra el president civil Arturo Araujo. Martínez, va establir un govern ultraconservador i autoritari. El dirigent indígena Feliciano Estima va acabdillar l'aixecament camperol a Izalco de 1932. Després de la derrota de la rebel·lió va ser capturat i executat. El General Martínez va reprimir amb l'exèrcit aquest aixecament camperol a l'occident del país, la qual cosa va resultar en la mort de milers de persones. El nombre de víctimes mortals d'aquests fets, encara es debat. Les xifres de morts, difereixen segons els autors, i van des de 7.000 fins a 30.000 persones. Els historiadors encara debaten la influència dels membres del Partit Comunista Salvadorenc en la insurrecció i del dirigent comunista Agustín Farabundo Martí. El general Martínez va ser deposat per una vaga general el 1944, anomenada "La vaga dels Braços Caiguts". Però el seu govern va marcar l'inici d'una sèrie de governs militars autoritaris successius, que finalitzarien el 1979 amb un cop d'estat al General Carlos Humberto Romero, del PCN i la instauració de la Junta Revolucionària de Govern. El 1982 es va escollir una Assemblea Constituent, a la qual la Junta va lliurar el poder; posteriorment es van celebrar el 1984 les primeres eleccions presidencials de l'era democràtica.
El 1969 es va produir una breu guerra amb Hondures, el nom formal de la qual, segons el govern del president Fidel Sánchez Hernández, va ser "la guerra de la legítima defensa"; però va arribar a ser coneguda també com la "Guerra de les 100 hores", o equivocadament com la "Guerra del Futbol". La raó del conflicte armat va radicar en una iniciativa de les autoritats d'Hondures de dur a terme una reforma agrària dins de les seves fronteres; aquesta distribució de terres afavoria només a hondurenys, la qual cosa va obligar a milers de salvadorencs radicats a Hondures a tornar al seu país, després d'haver estat expropiats de les seves terres. En resposta a aquesta situació, El Salvador va declarar la guerra a Hondures.

## Guerra Civil
L'ambient de violència política que s'havia viscut la dècada anterior va contribuir enormement a la Guerra Civil d'El Salvador que duraria 12 anys (1980-1992). Va ser un conflicte que militarment es va definir com una guerra de baixa intensitat, o guerra popular perllongada, com la denominaven les forces guerrilleres de l'FMLN i que va costar la vida a més de 75.000 persones entre morts i desapareguts.
Alguns factors que van contribuir a la guerra van ser: la caiguda internacional del preu del cafè, els constants fraus electorals i el descontentament de la població per la forma de governar dels militars. Entre alguns successos que van encendre els ànims durant el conflicte armat destaca l'assassinat de l'arquebisbe de San Salvador, Óscar Arnulfo Romero, el 1980.
L'ambient turbulent va finalitzar el 1992 quan els combatents del Front Farabundo Martí per a l'Alliberament Nacional (FMLN) format per cinc agrupacions d'esquerra, i el govern de dreta del llavors president Alfredo Cristiani, de l'Aliança Republicana Nacionalista (ARENA), van signar els "Acords de Pau de Chapultepec" el 16 de gener de 1992 a Chapultepec, Mèxic, que van assegurar reformes polítiques i militars, però no van aprofundir en l'aspecte social.

## Època de postguerra
El 1992 la Cort Internacional de Justícia (CIJ) va manar la delimitació de la zona "Els Bolsones" (una àrea fronterera disputada entre El Salvador i Hondures), però gràcies a la intervenció de l'Organització dels Estats Americans (OEA) i la CIJ el 2003, la total demarcació de la frontera terrestre ha estat finalitzada en el 2006. També el 1992, la CIJ va aconsellar una resolució tripartida per a la creació de les fronteres marítimes del Golf de Fonseca. El Salvador continua reclamant l'illa Conejo, la qual no s'inclou en la decisió de la CIJ en aquest mateix cas.
San Salvador, la capital, és coneguda pels molts sismes que ocorren; per la qual cosa se l'ha anomenat popularment "Valle de los terremotos" des del temps de la colònia. El 1986 un terratrèmol de magnitud 7,5 en l'escala Richter i de 10 segons de durada, va destruir gran part de la ciutat de San Salvador. El 13 de gener de 2001 un altre terratrèmol, aquest de 7,9 en l'escala de Richter, va causar gran destrucció de llarg a llarg del país. Una de les tragèdies humanes que va succeir a conseqüència del sisme, va ser un despreniment de terra en l'anomenada Serralada del Bálsamo a la ciutat de Santa Tecla en el departament de la Llibertat, que va provocar la mort de 800 persones i va deixar a diversos milers sense llar. El 13 de febrer de 2001, un mes després, un altre terratrèmol de similar magnitud va matar a 255 persones, deixant sense les seves cases a centenars de famílies, especialment a l'interior de la república, on viuen les capes més pobres de la societat.
Les eleccions presidencials, celebrades el 15 de març de 2009, van donar com a guanyador al periodista Mauricio Funes del partit d'esquerra FMLN, sent el primer govern d'esquerra en la història del país. L'huracà Ida va afectar molt les comunitats de Cuscatlán, San Salvador i San Vicente de El Salvador, causant un centenar de víctimes mortals.
Posteriorment, en els comicis del 9 de març de 2014 és elegit com a President de la República Salvador Sánchez Cerén, un excomandant de les Forces Populars d'Alliberament Farabundo Martí (FPL), organització integrant de l'ara partit polític FMLN, juntament amb Óscar Ortiz com a Vicepresident de la República.